# Friedrichshain-Kreuzberg
Friedrichshain-Kreuzberg är ett stadsdelsområde (Bezirk) i Berlin som består av stadsdelarna Friedrichshain och Kreuzberg.  Området bildades i samband med den stora stadsdelsreformen i Berlin 2001, då de två stadsdelarna slogs samman efter att tidigare ha utgjort politiskt och administrativt separata stadsdelsområden.  Därmed är det ett av Berlins två stadsdelsområden där stadsdelar från både tidigare Östberlin och tidigare Västberlin ingår; det andra är Mitte.
Friedrichshain-Kreuzberg är ett tätbebyggt innerstadsområde som bebyggdes som del av Wilhelminischer Ring under slutet av 1800-talet. Idag består bebyggelsen av en blandning av äldre mietskaserne och modernistiska höghus från efterkrigstiden.  Det är det mest tätbefolkade av Berlins tolv stadsdelsområden. Stadsdelen har Berlins lägsta medelålder på befolkningen, 36,9 år (2004), då den räknas som ett attraktivt bostadsområde för unga vuxna.
Stadsdelsområdet har sedan 2003 bron Oberbaumbrücke som symbol och vapensköld, då den är den enda bron som sammanbinder stadsdelarna Friedrichshain och Kreuzberg, som ligger på var sin sida av floden Spree.

Partifördelning i stadsdelsområdets parlament från oktober 2016

## Politik
Både Friedrichshain och Kreuzberg är kända för politiska vänster- och alternativrörelser, och Allians 90/De gröna är sedan valet 2006 och åter efter valen 2011 och 2016 största parti i stadsdelsfullmäktige. Från 2013 till 2021 var Monika Herrmann (De gröna) borgmästare i stadsdelsområdet. Hon efterträdde Franz Schulz (De gröna) som var borgmästare 2006-2013. Sedan 2021 är Clara Herrmann (De gröna) stadsdelsområdets borgmästare.